# گارا عیسی‌خان
گارا عیسی‌خان (به انگلیسی: Gara Isa Khan) یک شهرک در پاکستان است که در ناحیه دیره اسماعیل خان واقع شده‌است.